# ロバート・キミット

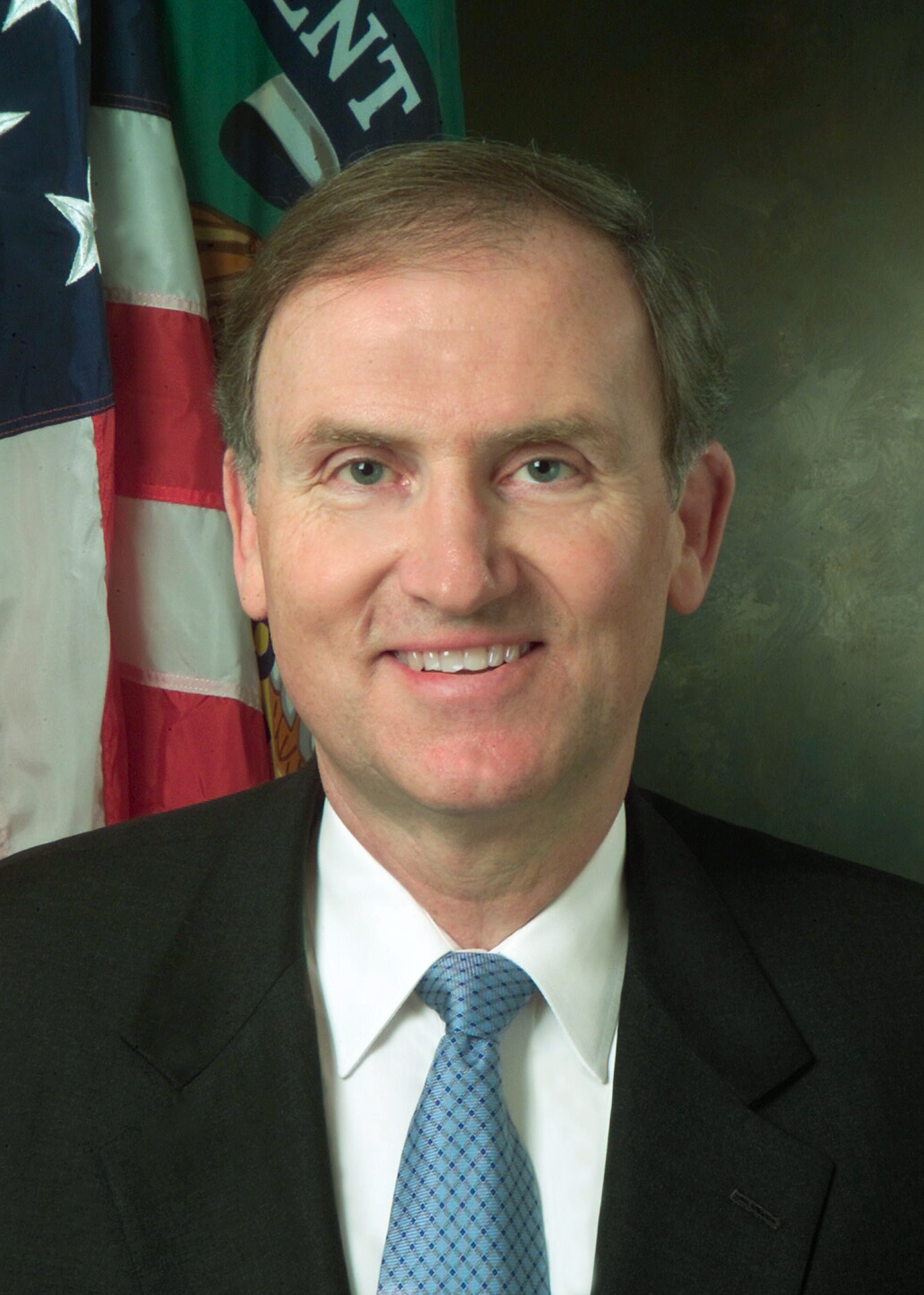
ロバート・キミット

ロバート・マイケル・キミット（Robert Michael Kimmitt, 1947年12月19日 - ）は、アメリカ合衆国の外交官、政治家。

## 生涯
1947年、キミットはユタ州ローガンで誕生。1969年にウェストポイント陸軍士官学校卒。1977年にワシントンD.C.のジョージタウン大学ロースクールで博士課程修了。ロースクール在学中、Law and Policy in International Business の編集長を務めた。
1970年4月から1971年8月まで第173空挺旅団に所属し、ベトナム戦争に参加した。1976年から1977年まで、また1978年から1983年まで国家安全保障会議のスタッフ。その間1977年から1978年までコロンビア特別地区巡回控訴裁判所でエドワード・タム判事の助手を務めた。
1983年から1985年までは国家安全保障会議の事務局長と弁護士を務めた。1985年から1987年まで合衆国財務省の官房長を務めた。その後、1989年から1991年までは政治担当国務次官を務め。1991年から1993年までは駐独大使を務めた。
1997年に国防委員会のメンバーを務め、1998年から2005年まではCIA長官の国家安全保障評議会のメンバーを務めた。さらにキミットは世界銀行の投資問題を解決する仲裁委員会のメンバーとしても活動した。2005年8月16日、ジョージ・W・ブッシュ政権の財務副長官に就任。2009年まで務めた。

## 栄誉
キミットは3個のブロンズ・スターメダルと、パープルハート章、航空章、ギャランティー・クロス（ベトナム）を授与され、2004年11月に陸軍予備軍の少将として退役した。また、湾岸戦争への対応では大統領国民栄誉賞を受賞し、駐独大使として国防省公務特別功労賞を受賞した。

## 私生活
キミットはホリー・サザーランド (Holly Sutherland) と結婚し、2人の娘と3人の息子をもうけた。キミット一家はバージニア州アーリントンに居を構えた。